# Guamaggiore
Guamaggiore (sardinsky: Gomajòri) je italská obec (comune) v provincii Sud Sardegna v regionu Sardinie. Nachází se ve výšce 199 metrů nad mořem a má 904 obyvatel. Rozloha obce je 16,80 km².